# フアン・ヘスス・グティエレス・クエバス
フアン・ヘスス・グティエレス・クエバス（スペイン語: Juan Jesús Gutiérrez Cuevas、1969年6月26日 - ）は、スペイン・サンタンデール県レイノーサ出身のスキー選手（クロスカントリースキー）。

## 経歴
スペイン北部のサンタンデール県レイノーサ出身。1992・1994・1998・2002・2006の冬季オリンピック5大会に出場した。弟のハビエル・グティエレス・クエバスもクロスカントリースキー選手であり、2010と2014のオリンピック2大会に出場した。弟とは16歳差があり、兄弟で冬季オリンピックに同時出場することはなかった。
1995年にアメリカ合衆国のサンダーベイで開催された世界選手権では、50kmで自己最高位の6位となった。2000年にフランスで開催されたワールドカップでは、マラソンで自己最高位の3位となった。2002年にアメリカ合衆国のソルトレークシティで開催されたオリンピックでは、30kmで17位となった。

## 成績

### 冬季オリンピック
| 年   | 場所               | 種目    | 順位 |
| ---- | ------------------ | ------- | ---- |
| 1992 | アルベールビル     | 10km    | 39位 |
| 1992 | アルベールビル     | 50km    | 19位 |
| 1992 | アルベールビル     | 10/15km | 37位 |
| 1992 | アルベールビル     | 4x10km  | 14位 |
| 1994 | リレハンメル       | 10km    | 47位 |
| 1994 | リレハンメル       | 30km    | 30位 |
| 1994 | リレハンメル       | 50km    | 19位 |
| 1994 | リレハンメル       | 10/15km | 28位 |
| 1998 | 長野市             | 10km    | 33位 |
| 1998 | 長野市             | 50km    | 棄権 |
| 1998 | 長野市             | 10/15km | 19位 |
| 2002 | ソルトレークシティ | 30km    | 17位 |
| 2002 | ソルトレークシティ | 50km    | 20位 |
| 2002 | ソルトレークシティ | 10/10km | 37位 |
| 2006 | トリノ             | 50km    | 22位 |